# キツイ (カウンティ)
キツイ（スワヒリ語: Wilaya ya Kitui、英語: Kitui County）はケニアの旧東部州南部のカウンティ。
中心都市はキツイ。
2009年の人口は101万2709人。

## 人口
- 1979年8月24日：46万4283人
- 1989年8月24日：65万2603人
- 1999年8月24日：81万9250人
- 2009年8月24日：101万2709人[1]

## 隣接カウンティ
- 北：メルー
- 東：タナ川
- 南：タイタ＝タヴェタ
- 南西：マクエニ
- 西：マチャコス
- 西北西：エンブ
- 北北西：タラカ＝ニシ

## 主要都市
- キツイ（英語版）：2万419人(2009年)(中心都市)
- ムウィンギ（英語版）：1万5970人(2009年)

## 民族
- カンバ族(主要民族)
- ソマリ人

## 気候
半乾燥気候で、年間平均降水量は710mmである。
降雨は雨季(5～6月と9～10月)に集中している。

## 教育
- 南東ケニア大学（英語版）

## 指標
| 指標             | %    |
| ---------------- | ---- |
| 識字率           | 74.7 |
| 15～18歳の就学率 | 77.8 |
| 道路舗装率       | 2.4  |
| 良好道路率       | 39.9 |
| 電力普及率       | 4.8  |

Source: USAid Kenya
| カウンティ | %    |
| ---------- | ---- |
| マチャコス | 52   |
| キツイ     | 13.8 |
| マクエニ   | 11.8 |
| ケニア平均 | 32.3 |

 Source: OpenDataKenya
| カウンティ | %    |
| ---------- | ---- |
| マチャコス | 59.6 |
| キツイ     | 63.1 |
| マクエニ   | 64.1 |
| ケニア平均 | 45.9 |

 Source: OpenDataKenya Worldbank

## 経済
自給農業が中心である。
キツイ市に1935年に建設された綿加工工場が唯一の大企業である。

## 観光
- 東ツァボ国立公園
- 南キツイ国立公園
- ムウィンギ国立保護区
- イクー谷
- ンゴメニ岩[2]
- ンザンバニ岩

## 著名人
- キティリ・マルキ・ムウェンドゥワ（英語版）(Kitili Maluki Mwendwa)
  - ニヴァ・ムウェンドゥワの夫
  - 1968年～1971年：法務大臣(アフリカ人初)

- ニヴァ・ムウェンドゥワ（英語版）(Nyiva Mwendwa)
  - キティリ・マルキ・ムウェンドゥワの妻
  - 1974年～1992年：ケニア・アフリカ民族同盟代表
  - 1995年5月9日～：文化社会保障大臣(女性初の大臣)
  - 2002年：全国虹連合（英語版）創立者

- ウィリー・ムトゥンガ（英語版）(Willy Mutunga)
  - 1947年6月16日～
  - 2011年6月20日～2016年6月16日：法務大臣・最高裁判所裁判長

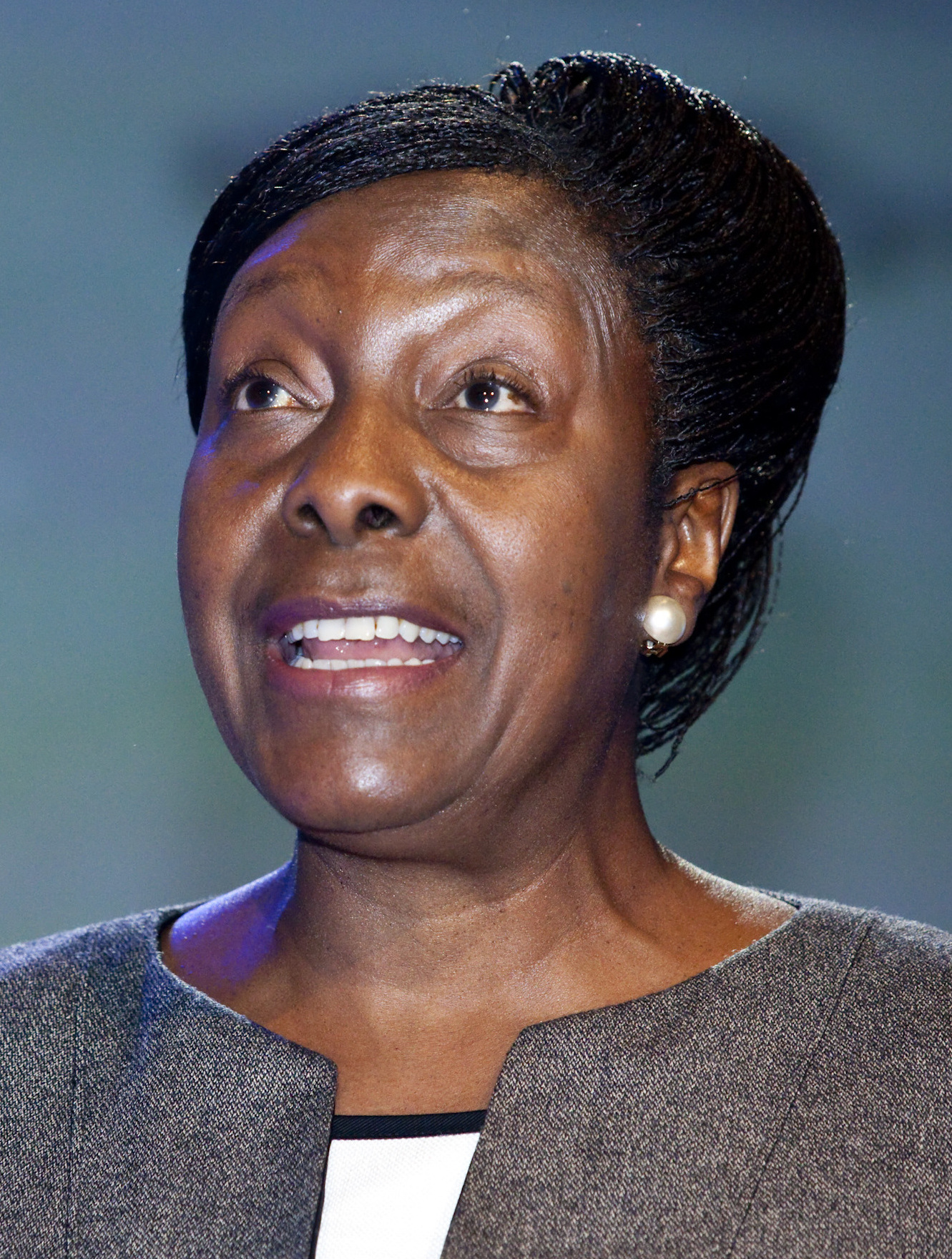
チャリティー・ンギル

- チャリティー・ンギル（英語版）(Charity Ngilu)
  - 1952年～
  - 2003年1月3日～2007年10月6日：保健大臣
  - 2008年4月17日～2013年：水灌漑大臣
  - 2013年5月15日～：国土住宅都市開発担当内閣官房

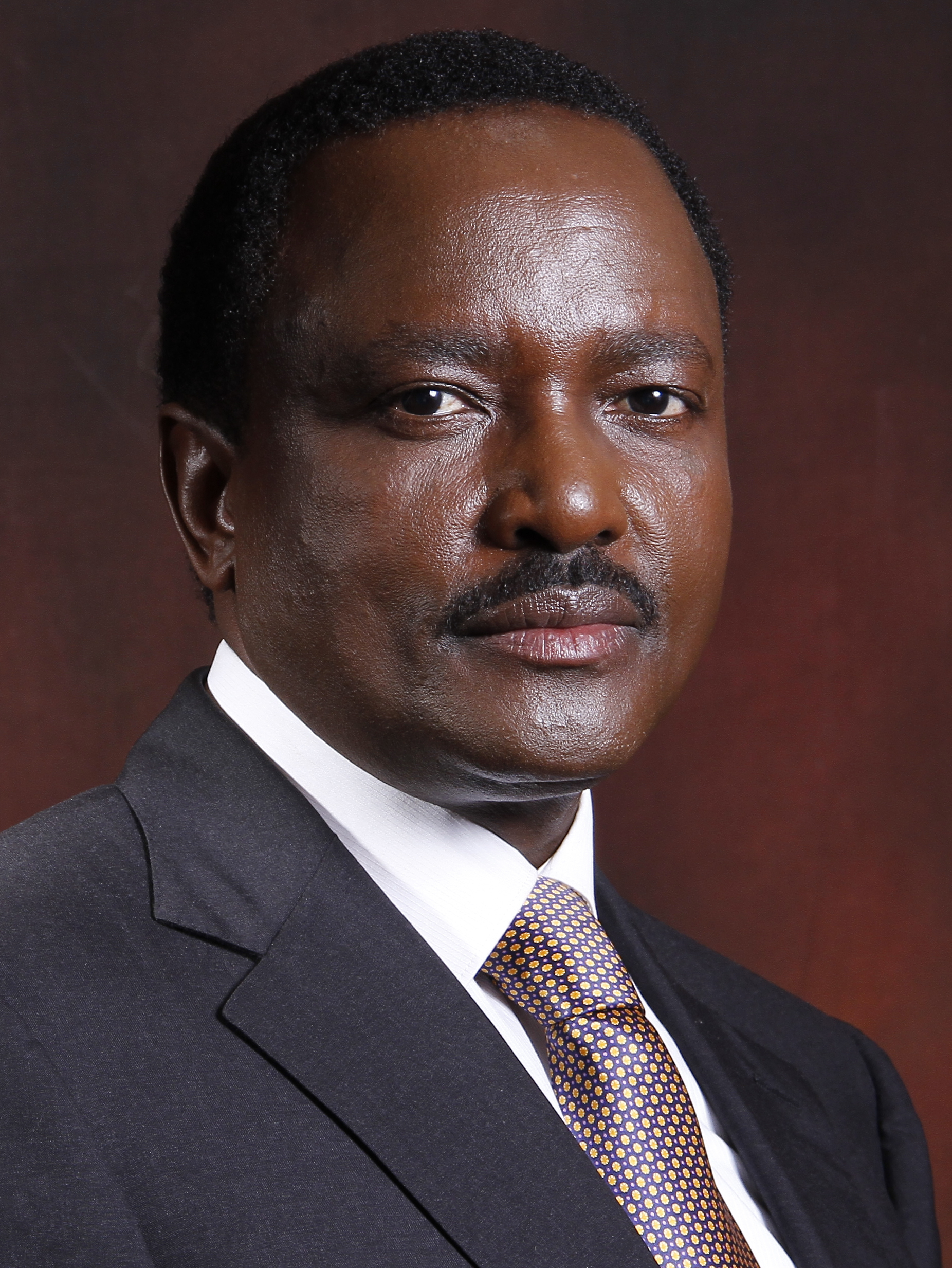
カロンゾ・ムショカ

- カロンゾ・ムショカ（英語版）(Kalonzo Musyoka)
  - 1953年12月24日～
  - 1985年～2013年：国会議員
  - 1986年～1988年：労働住居物的副大臣
  - 1988年～2002年：ケニア・アフリカ民族同盟(KANU)民族調整官
  - 1988年～1992年：国会議長代理
  - 1993年～1998年：外務大臣
  - 1998年～2001年：教育大臣
  - 2001年～2002年：観光情報大臣
  - 2003年～2004年：外務大臣
  - 2004年～2005年：環境天然資源大臣
  - 2008年1月9日～2013年4月9日：第10代副大統領・内務大臣

- ベンソン・マシャ（英語版）
  - 1970年5月14日～2003年9月24日
  - 男子マラソン・ハーフマラソン選手(ケニア代表)
    - 1991年：ホノルルマラソン金メダル
    - 1992年：世界ハーフマラソン選手権大会金メダル(イングランド・ニューカッスル・アポン・タイン)・ホノルルマラソン金メダル
    - 1993年：CPCループ・デン・ハーグ（英語版）金メダル
    - 1994年：CPCループ・デン・ハーグ（英語版）金メダル・ホノルルマラソン金メダル
    - 1997年：ストックホルムマラソン（英語版）金メダル